# マース ジャパン
マース ジャパン（マースジャパンリミテッド、英: Mars Japan Limited）は、アメリカ合衆国の食料品会社マースの日本法人として、ペットフード、スナック菓子、飲料などの輸入・販売を行う会社である。

## 概要
2007年12月28日に、旧社名マスターフーズリミテッドより商号変更。2016年5月に、本社を東京都目黒区下目黒1-8-1アルコタワーから、品川駅そばの港区港南へ移転。
“Pet loving culture”というスローガンに基づき、ペットをめぐる様々な制度が整えられている。たとえばペット連れの出社を奨励し、3匹までの犬猫のペットをオフィスに持ち込める。社内には連れて来られたネコ用の通路や階段が天井や壁にめぐらされている。またペットとの出社にともなう交通費や出張時にペットを預けるペットホテル費用の補助の制度があり、ペットの飼い始めや死亡時の「お祝い」「お見舞い」支給や休暇の制度もある。飼い主の気持ちやペットへの知識を深め、自社製品やユーザの理解を進めたいというものだが、ペットを飼っている社員は2割強（2010年）である。

## テレビCM
テレビCMも放送されており、主にテレビ東京系列の番組に短期間（1ヶ月ほど）のみスポンサーに付くケースがある。原則としてパーティシペーション扱いである。番組の前後のCM枠で放送されるケースは少ない。

## 過去にスポンサーとなった番組
パーティシペーション（PT）扱いと一時期協賛が多い。

### 日本テレビ系
- 木曜ゴールデンドラマ（読売テレビ制作、マスターフーズのさらに前身エッフェムフーズ時代）
- 午後は○○おもいッきりテレビ（マスターフーズ時代、提供クレジット表示）

### テレビ朝日系
- クレヨンしんちゃん
- 土曜ワイド劇場（提供クレジット表示）
- 邦子と徹のあんたが主役（提供クレジット表示）

### TBS系
- クイズ!!ひらめきパスワード（MBS制作）
- すてきな出逢い いい朝8時（同上）
- 愛の劇場（花王1社提供時代のヒッチハイク・隔日）

### テレビ東京系
- アイシールド21
- ミスター味っ子
- ふしぎ星の☆ふたご姫
- 遊☆戯☆王デュエルモンスターズ
- 遊☆戯☆王デュエルモンスターズGX
- TVチャンピオン
- それぞれの断崖

### フジテレビ系
- おはよう!ナイスデイ
- FNNスーパータイム（全国ネット・1992年10月 - 1993年9月、『ペディグリーチャム』『カルカン』での提供クレジット表示。）
- まんが名作劇場 サザエさん（火曜7時放送分・フジテレビのみ）
- めざましどようび
  - どようびのわんこ&にゃんこ - 『ペディグリー』『カルカン』での提供クレジット表示。現在は「どようびのにゃんこ」として放送。
- ザ・ベストハウス123
- フジテレビ火曜9時枠の連続ドラマ (『ペディグリー』での提供クレジット表示、後任はライフカードに交代。）